# Pečeno
Pečeno (izvirno srbsko Печено) je naselje v Srbiji, ki upravno spada pod Občino Preševo; slednja pa je del Pčinjskega upravnega okraja.

## Demografija
V naselju živi 125 polnoletnih prebivalcev, pri čemer je njihova povprečna starost 45.7 let (42.4 pri moških in 57.8 pri ženskah). Naselje ima 20 gospodinjstev, pri čemer je povprečno število članov na gospodinjstvo 6.25.
Po podatkih popisa iz leta 2002 večino prebivalstva predstavljajo Albanci.
|  |

| Demografija | Demografija     | Demografija     |
| Leto        | Št. prebivalcev | Št. prebivalcev |
| ----------- | --------------- | --------------- |
|             |                 |                 |
|             |                 |                 |
|             |                 |                 |
|             |                 |                 |
| 1948        | 282             |                 |
| 1953        | 193             |                 |
| 1961        | 204             |                 |
| 1971        | 196             |                 |
| 1981        | 104             |                 |
| 1991        | 104             | 104             |
| 2002        | 128             | 125             |
|             |                 |                 |

| Etnična sestava po popisu iz leta 2002 | Etnična sestava po popisu iz leta 2002 | Etnična sestava po popisu iz leta 2002 | Etnična sestava po popisu iz leta 2002 | Etnična sestava po popisu iz leta 2002 |
| -------------------------------------- | -------------------------------------- | -------------------------------------- | -------------------------------------- | -------------------------------------- |
| Albanci                                | Albanci                                |                                        | 123                                    | 98,4%                                  |
| Neznano                                | Neznano                                |                                        | 0                                      | 0,0%                                   |